# Edale
Edale er en mindre landsby beliggende i Peak District, Derbyshire, England.
Landsbyen er mest kendt som det sydlige startsted for vandrevejen Pennine Way.
Edale er tilgængelig med offentlig transport fra Sheffield eller Manchester.